# Wells Fargo Arena (Tempe, Arizona)
A arena Wells Fargo (anteriormente ASU Activity Center) é uma arena polivalente, com capacidade de 14.000 lugares, localizada em Tempe, Arizona, um subúrbio de Phoenix, Arizona, nos Estados Unidos.
Construído na primavera de 1974 como o ASU Activity Center e ao custo de US$8 milhões, é o lar de várias equipes de atletismo da Universidade do Estado do Arizona, incluindo o time masculino de basquete, o time feminino de basquete, o de voleibol feminino, da ginástica feminina e a de luta greco-romana masculina. O local também serve como sede a cerimônias da graduação e a uma variedade de concertos e shows. O edifício substituiu o Sun Devil Gym como a principal arena para a equipe de basquete do Sun Devils.
Os Direitos de nome da arena foram adquiridos pela Wells Fargo & Co. em 1997.